# Taleporia shosenkyoensis
Taleporia shosenkyoensis är en fjärilsart som beskrevs av Saigusa 1961. Taleporia shosenkyoensis ingår i släktet Taleporia och familjen säckspinnare. Inga underarter finns listade i Catalogue of Life.